# Noriko Ogawa (chanteuse)
Pour les articles homonymes, voir Noriko Ogawa et Ogawa.
Noriko Ogawa (小川範子, Ogawa Noriko), née Shigemi Tanimoto (谷本重美, Tanimoto Shigemi), est une actrice et chanteuse de J-pop née à Tachikawa, Tokyo au Japon le 20 juillet 1973. Elle est diplômée de sociologie de l'université Waseda.
Elle fait ses débuts en J-pop le 25 novembre 1987.

## Discographie

### Singles
1. Namida o Tabanete (25 nov 1987)
2. Eien no Utatane (5 mars 1988)
3. Kowareru (13 juil 1988)
4. Glass no Mekakushi (15 nov 1988)
5. Hitohira (8 mars 1989)
6. Natsuiro no Tenshi (12 juil 1989)
7. Mujitsu no Tsumi (15 nov 1989)
8. Hitomishiri Angel—Tenshi-tachi no Lesson— (14 mars 1990)
9. Bathroom no Gensō (4 juil 1990)
10. Marionette wa Nemuranai (5 déc 1990)
11. Netako o Okosu Komoriuta (27 mars 1991)
12. Hachigatsu no Calendar (27 sep 1991)
13. Sunao ni Jealousy (22 juil 1992)
14. Koi o Shiyō to Omou (24 fév 1993)
15. Ai Saresugite (9 sep 1993)
16. Requiem (9 nov 1994)
17. Shinjite Ii yo ne (29 mars 1995)
18. Sorezore no Ai (25 sep 1995)
19. Aitai to Omoetanara Ii ne (25 jan 1996)
20. Guru Guru Suru Yoru (25 avr 1996)
21. Shitchitai to Kingyo (27 nov 1999)
22. Nami no Toriko ni Naru yō ni (21 nov 2004)
23. Hika Shukumei (14 déc 2005)

### Albums
Albums originaux
- 1988.07.24 : Kowareru ~Suki to Tsutaete Suki to Kotaete~ (こわれる ~好きとつたえて 好きとこたえて~)
- 1989.07.26 : Sonotoki (そのとき)
- 1990.07.18 : Kare to Kanojo (彼と彼女)
- 1991.09.27 : Omocha Bako Akenai (おもちゃ箱あけない)
- 1992.08.12 : Doushite Kon'nani Suki Nandarou (どうしてこんなに好きなんだろう)
- 1993.09.29 : Koi wo Shiyou to Omou (恋をしようと思う)
- 2000.07.20 : Hito Kui hi to ku i (人喰い hi to ku i) (as OGAWA)
- 2001.10.07 : Hoozuki (ホオズキ) (as OGAWA)
- 2002.11.30 : Tada Ai no Tame ni ~Aimez-moi pour amour~ (ただ愛のために~Aimez-moi pour amour~)

Mini-Albums
- 1987.12.25 : Namida wo Tabanete ~Anata e no Hitorigoto~ (涙をたばねて~あなたへの独り言~)
- 1988.12.04 : Glass no Mekakushi ~Kiyoraka na Yoru Hitori de…~ (ガラスの目隠し~聖らかな夜ひとりで…~)
- 1989.12.08 : Mujitsu no Tsumi ~Aenai Yoru Anata ga Tooi~ (無実の罪~逢えない夜 あなたが遠い~)
- 1990.12.05 : Koukishin (好奇心)
- 1992.12.02 : Request

Best Albums
- 1990.03.28 : Gin'yuu Shoujo (吟遊少女)
- 1991.12.20 : Remix Best Hachi-gatsu no Calendar (Remix Best 八月のカレンダー)
- 2001.12.19 : Super Value (スーパー・バリュー)
- 2006.03.01 : Golden Best Ogawa Noriko -Taurus Single Collection- (GOLDEN☆BEST 小川範子 -トーラス・シングル・コレクション-)
- 2007.11.21 : Ogawa Noriko Album Best -Self Selection- Mahou no Recipe (小川範子 アルバムベスト☆ -セルフ セレクション- 魔法のレシピ)

Live Albums
- 1992.10.28 : Ogawa Noriko Summer Concert '92 Dix Neuf Ans (小川範子サマー・コンサート'92 Dix Neuf Ans)

## Source de la traduction
- (en) Cet article est partiellement ou en totalité issu de l’article de Wikipédia en anglais intitulé « Noriko Ogawa (singer) » (voir la liste des auteurs).